# Magura Małastowska
Magura Małastowska (813 m n.p.m.) – szczyt w Beskidzie Niskim, najwyższa kulminacja długiego na ok. 10 km pasma Magury Małastowskiej, ciągnącego się od Przełęczy Małastowskiej na pd.-wsch. po Bielankę na pn.-zach.

## Położenie
Szczyt Magury Małastowskiej wznosi się w pd.-wsch. części grzbietu pasma Magury Małastowskiej, w odległości ok. 2 km od Przełęczy Małastowskiej. Leży w powiecie gorlickim, na granicy między miejscowościami: Nowicą (od zachodu) a Małastowem (od północnego wschodu). U podnóży góry mają swe źródła trzy niewielkie potoki: Przysłup (dopływ Ropy) od pd., Siarka (też: Siary; dopływ Sękówki) od pn. oraz Krzywy (dopływ Gładyszówki) od pd.-wsch.
Około 2 kilometrów na pd.-wsch. od szczytu przez Przełęcz Małastowską przebiega droga wojewódzka nr 977 łącząca Gorlice z Konieczną i dalej ze Słowacją.

## Roślinność
Sam szczyt, jak i całe pasmo Magury Małastowskiej są zalesione. W miejscowości Przysłop u podnóża Magury Małastowskiej znajduje się najdalej w polskich Karpatach wysunięte na wschód stanowisko rzadkiego w Polsce gatunku rośliny – turzycy pchlej.

## Historia
Na zboczach Magury Małastowskiej znajdują się pamiątki po przebiegającej jej zboczami podczas I wojny światowej linii frontu austriacko-rosyjskiego: okopy, umocnione stanowiska ogniowe, pozostałości ziemianek oraz cmentarze wojenne.

## Turystyka
Na grzbiecie pasma, mniej więcej w połowie odległości między szczytem a Przełęczą Małastowską, wybudowano w 1955 r. schronisko im. prof. St. Gabriela, należące do oddziału PTTK w Gorlicach.
Na wschodnich zboczach Magury znajduje się ośrodek narciarski SkiPark Magura.

### Piesze szlaki turystyczne
Siary – Magura Małastowska – Schronisko PTTK na Magurze Małastowskiej – Banica – Bacówka PTTK w Bartnem
 Szymbark – Magura Małastowska – Schronisko PTTK na Magurze Małastowskiej – Smerekowiec – Skwirtne (Szlak Wincentego Pola)

## Galeria

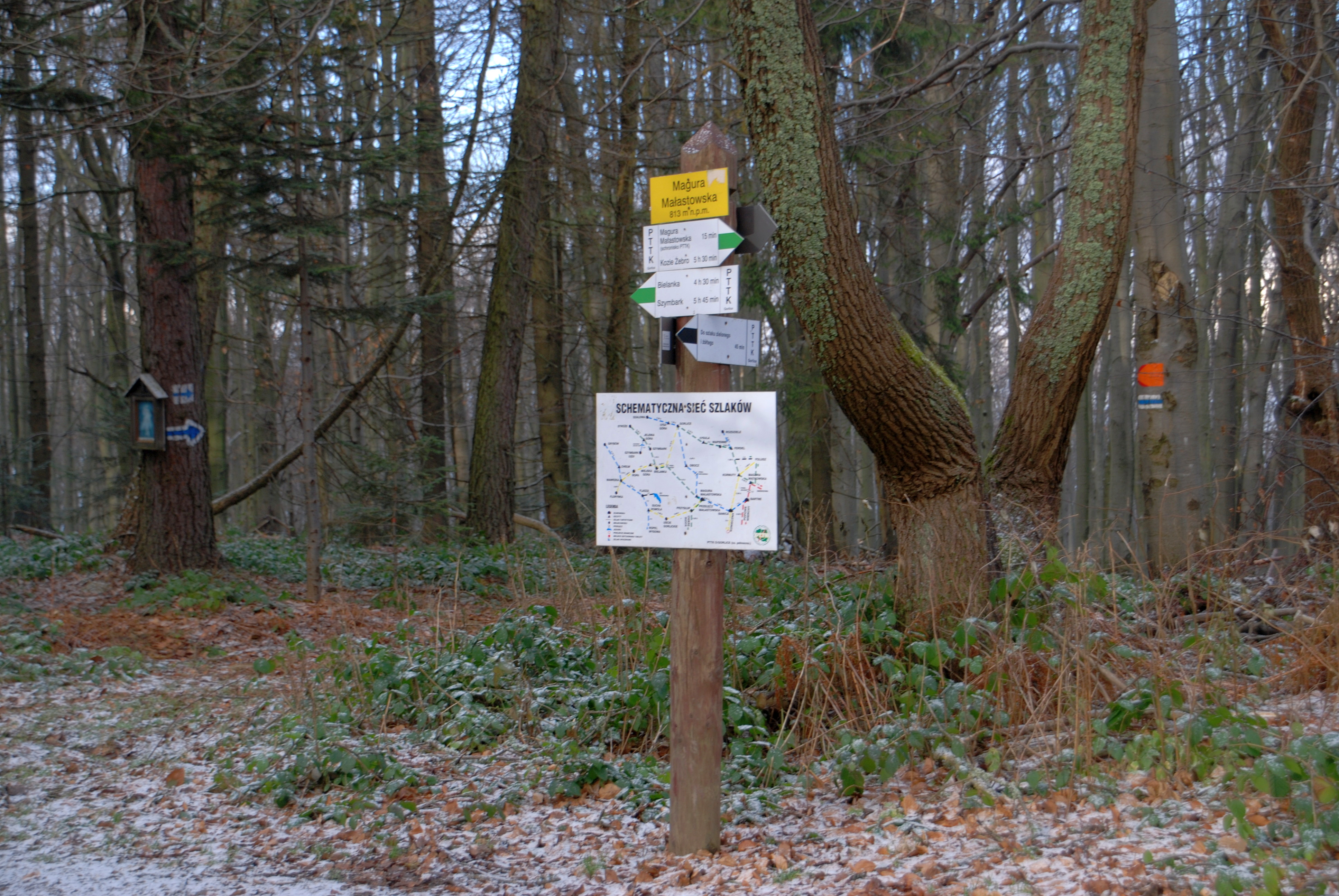
Wierzchołek Magury
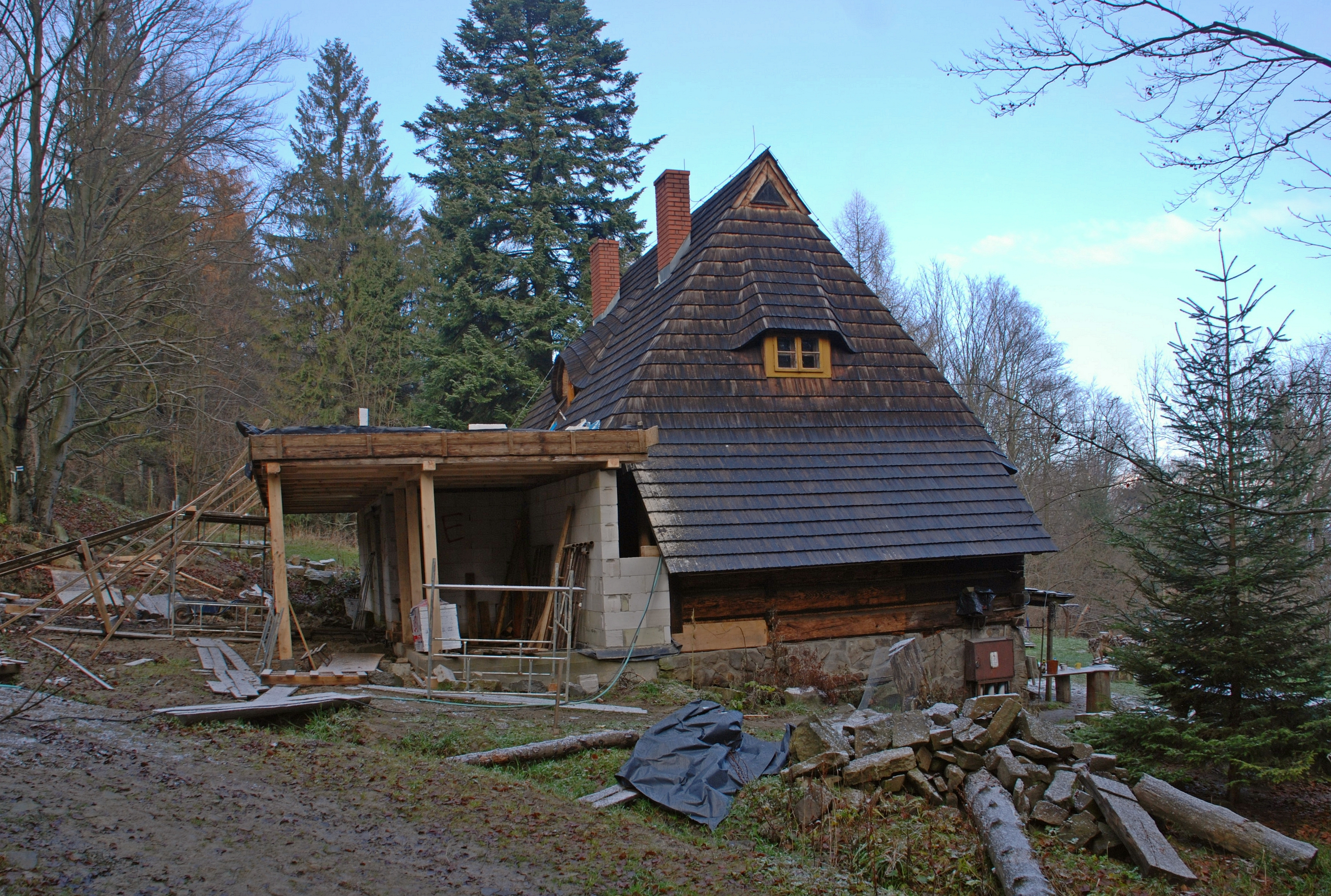
Schronisko PTTK na Magurze Małastowskiej
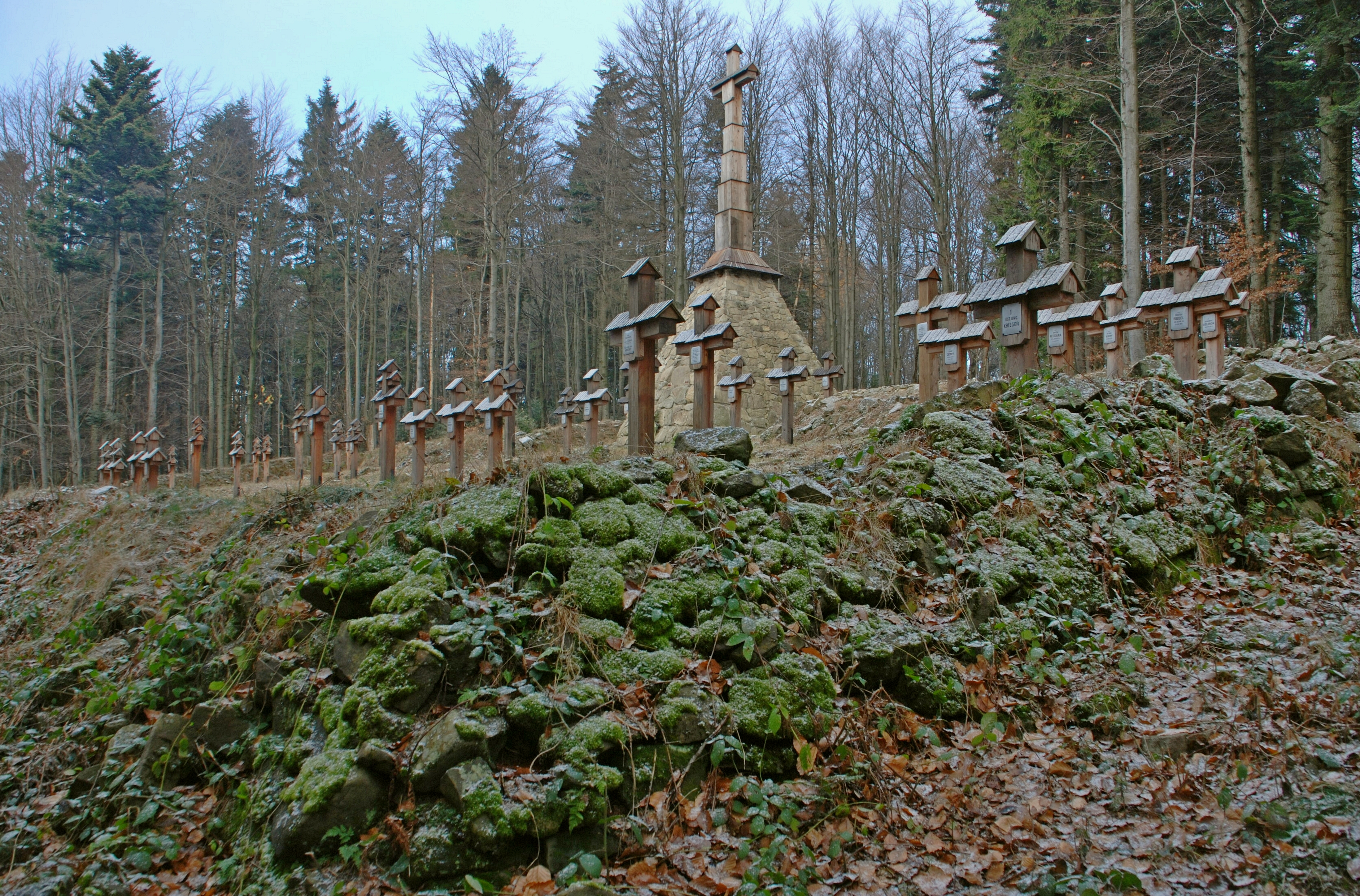
Cmentarz wojenny nr 58, tuż pod szczytem
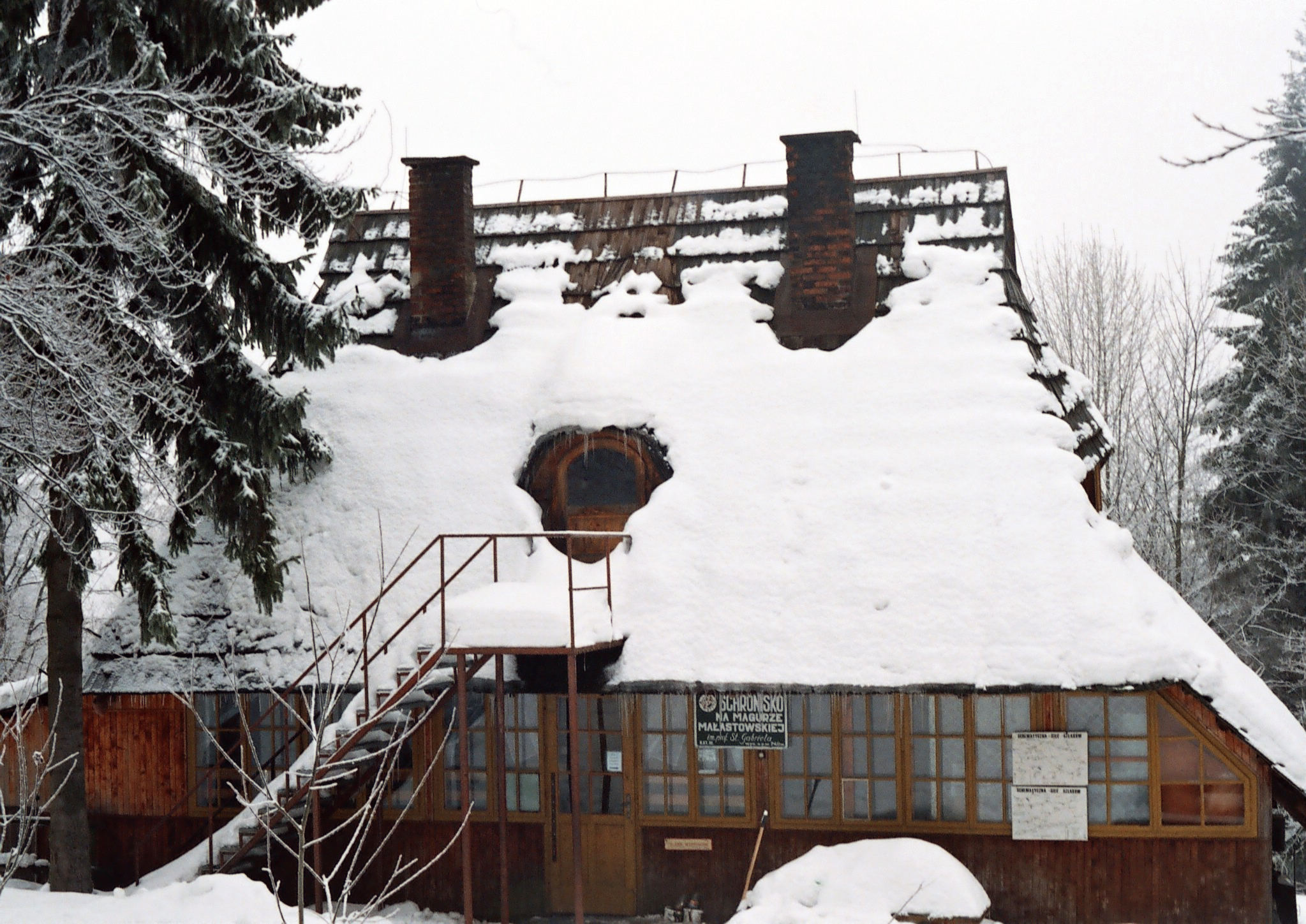
Schronisko
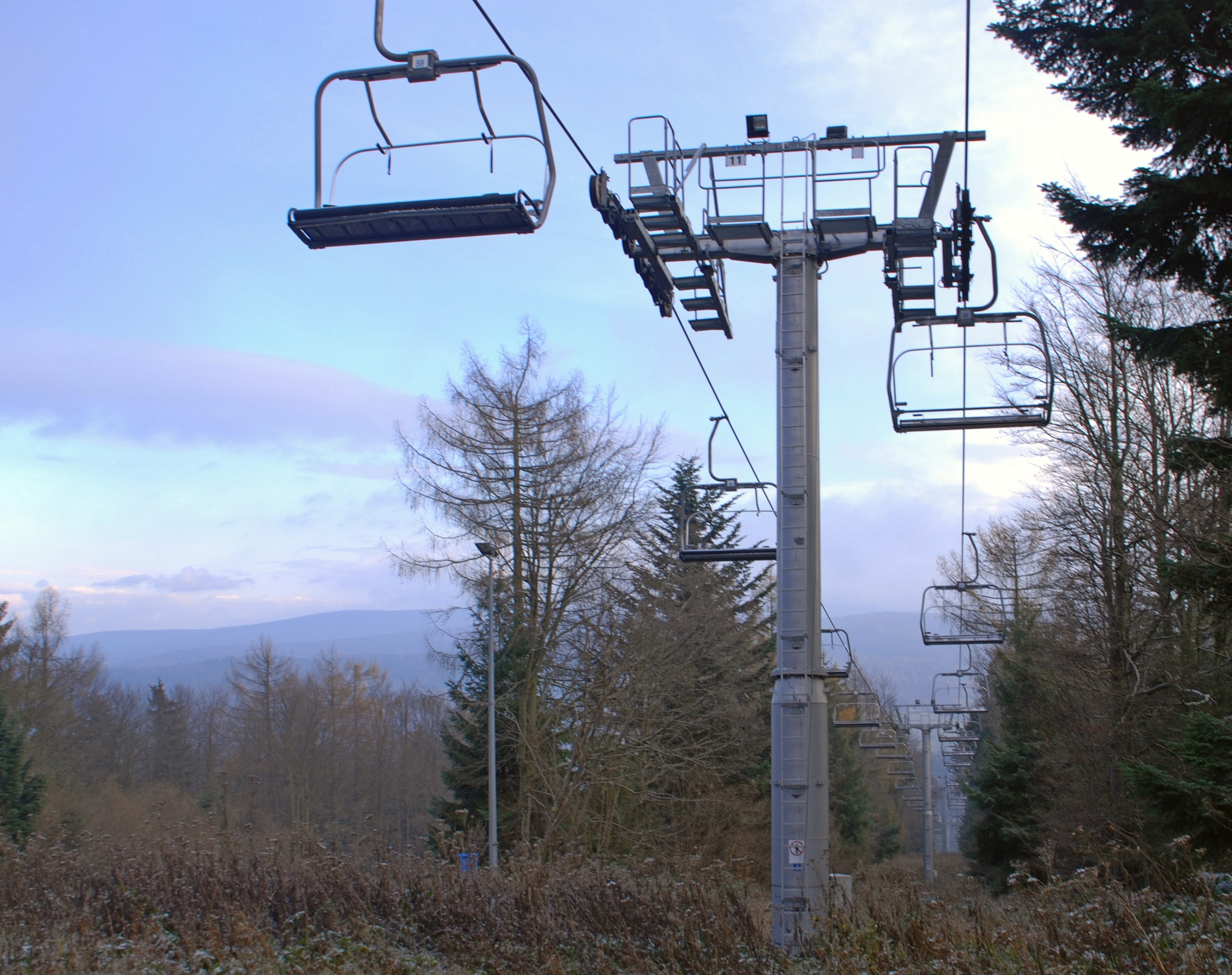
Wyciąg narciarski
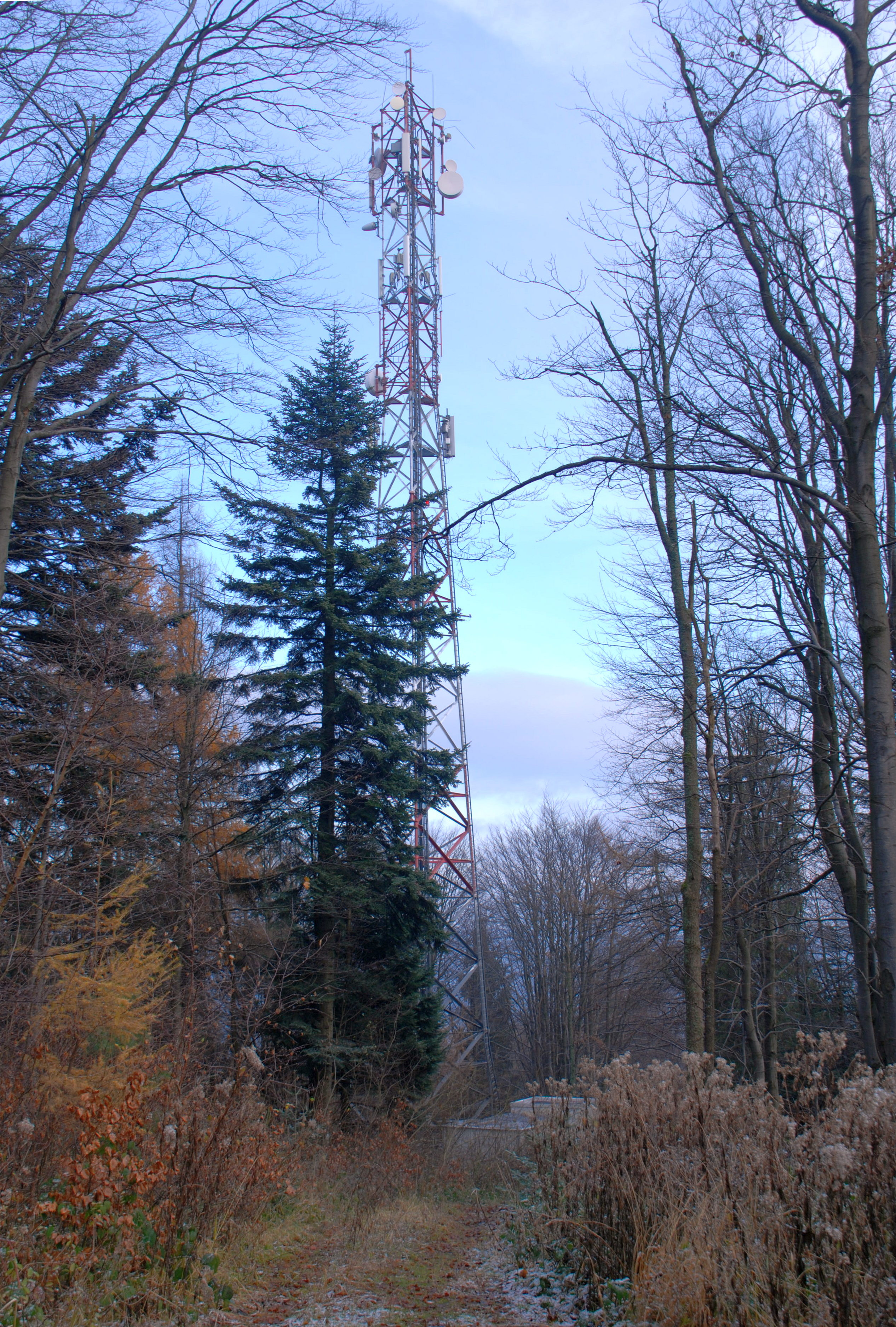
Wieża pod szczytem